# てっぺん下北
てっぺん下北（てっぺんしもきた）とは、かつてむつ市が運営していた地域密着型ブログサービスである。
サイト内にはネットショップも含まれ、青森県下北地方の『今』と『うまいもの』『逸品』を全国に発信していた。
2010年12月1日 にオープンしたが、2017年頃から閲覧できなくなり閉鎖された。 

## 構成
てっぺん下北は、「てっぺんブログ」と「てっぺん下北の逸品」の2つのサイトから構成される。

### てっぺんブログ
てっぺんブログは、全国を会員対象としたブログサイトではなく、地域密着型のブログである。会員は、下北在住者、県外在住の下北出身者、また、下北地方になんらかの関係がある方を対象としている。

### てっぺん下北の逸品
てっぺん下北の逸品は、下北地方の企業や事業主、下北産品を扱う県外企業のネットショップを集めたサイトで、地域集約型のネットショップを目指し運用している。